# Maud Kamatenesi Mugisha
Maud Kamatenesi Mugisha, đôi khi được viết là Maud Kamatenesi-Mugisha, là một nhà khoa học tự nhiên và là quản trị viên học thuật người Uganda. Bà là Phó Hiệu trưởng hiện tại của Đại học Bishop Stuart, một tổ chức tư nhân của giáo dục đại học ở Uganda, được công nhận bởi Hội đồng Quốc gia về Giáo dục Đại học Uganda (NCHE).

## Tuổi thơ
Bà sinh ra ở quận Sheema, Tây Uganda, vào năm 1969.

## Giáo dục
Kamatenesi theo học trường Trung học phổ thông Ngânwa cho chương trình giáo dục O-Level, từ năm 1984 đến năm 1988. Năm 1985, bà gia nhập trường trung học Mary Hill ở Mbarara, cho các nghiên cứu A-Level của mình. Năm 1993, bà được nhận vào Đại học Makerere, trường đại học công lập lớn nhất và lâu đời nhất của Uganda. Bà học Botany và Zoology, tốt nghiệp với bằng Cử nhân Khoa học. Bà đã học lấy bằng Diploma về Giáo dục sau đại học, cũng từ Makerere. Thạc sĩ Khoa học về Môi trường và Quản lý Tài nguyên Thiên nhiên và Tiến sĩ Triết học về Y học Dân tộc học và Ethnopharmacology, đều được lấy từ Đại học Makerere.

## Kinh nghiệm làm việc
Ngay sau khi tham dự các kỳ thi cuối cùng của bà tại Botany và Động vật học tại Makerere năm 1996, bà được tuyển dụng làm Trợ lý Giảng dạy tại Khoa Khoa học tại cùng một cơ sở. Từ năm 1998 đến năm 2000, bà là Giảng viên và Trưởng khoa, Viện Đào tạo Nghề cá Uganda ở Entebbe. Sau đó, bà sẽ là Trưởng phòng Giáo dục và Quản lý Khuyến ngư, Viện Đào tạo Nghề cá, Entebbe. Từ năm 2010 đến năm 2011, bà là Phó Trưởng khoa, Nghiên cứu và Nghiên cứu sau đại học, tại Khoa Khoa học, Đại học Makerere. Từ tháng 2 năm 2011 đến tháng 5 năm 2014, bà là Trưởng khoa Khoa học Sinh học, Trường Đại học Khoa học Tự nhiên tại Đại học Makerere. Vào ngày 2 tháng 5 năm 2014, Kamatenesi Mugisha được bổ nhiệm làm Phó Hiệu trưởng trường Đại học Bishop Stuart, một vị trí mà bà hiện đang nắm giữ.